# Народження Венери (картина Бугро)
«Народження Венери» (фр. La Naissance de Vénus) — картина французького художника Адольфа Вільяма Бугро, створена у 1879 році. Експонується в паризькому Музеї д'Орсе. За тематикою пов'язана з народженням богині Венери — іконографічний тип, відомий «Афродіта Анадіомена».

## Історія
Картина була створена для Салону 1879 року, де була удостоєна Гран-прі Риму і придбана державою для Люксембурзького музею, де експонувалася до 1920 року. З 1920 по 1979 рік зберігалася в Нанті, а з 1979 року виставлена в Музеї д'Орсе.

## Опис
На картині зображено не сам момент народження Венери, а те, як вона випливає у мушлі з моря до міста Пафос на Кіпрі.
Композицією картина нагадує «Народження Венери» Сандро Боттічеллі та «Тріумф Галатеї» Рафаеля.
В центрі композиції — оголена Венера стоїть на відкритій мушлі, яку тягне дельфін — один з її символів. П'ятнадцять путті, в тому числі Амур і Психея, кілька німф і тритонів (іхтіокентаврів) супроводжують її. Більшість персонажів дивиться на Венеру. Двоє з тритонів дмуть у черепашки, сигналізуючи про прибуття богині.
Венера на полотні — втілення жіночої краси й грації. Голова богині нахилена убік, вираз її обличчя спокійний, нагота не бентежить її. Вона підняла руки, її розпущене волосся виділяє вигини тіла.
Кольорова гама переважно світла, в діапазоні між білим і блакитним — кольорами, що символізують чистоту та божественне походження. Небо захмарене, що може бути як символом труднощів, що очікують на кохання, так і лише оптичним ефектом.